# Молия
Мо̀лия (на италиански: Mollia; на пиемонтски: la Mòja, ла Моя) е село и община в Северна Италия, провинция Верчели, регион Пиемонт. Разположено е на 880 m надморска височина. Населението на общината е 106 души (към 2010 г.).